# Med Dalälven från källorna till havet (film)
Med Dalälven från källorna till havet är en svensk dokumentärfilm från 1924. Filmen skildrar en resa på Dalälven från trädgränsen i väster till utloppet i Östersjön. Filmen premiärvisades på biografen Röda Kvarn i Falun och möttes av positiva recensioner.